# Порта Палио
Порта Палио (итал. Porta Palio — Врата ристалищ) — городские ворота в Вероне, северная Италия (область Венето), построены в 1547—1557 годах выдающимся веронским архитектором Микеле Санмикели вместе с Порта Нуова в качестве оборонительного укрепления города. Изначально назывались Порта Сан Систо (Врата Святого Сикста). Поводом для нового названия стали проводившиеся поблизости традиционные городские ристалища (конные состязания) — palio, упоминаемые, в частности, Данте Алигьери в XV песне «Ада».

## История

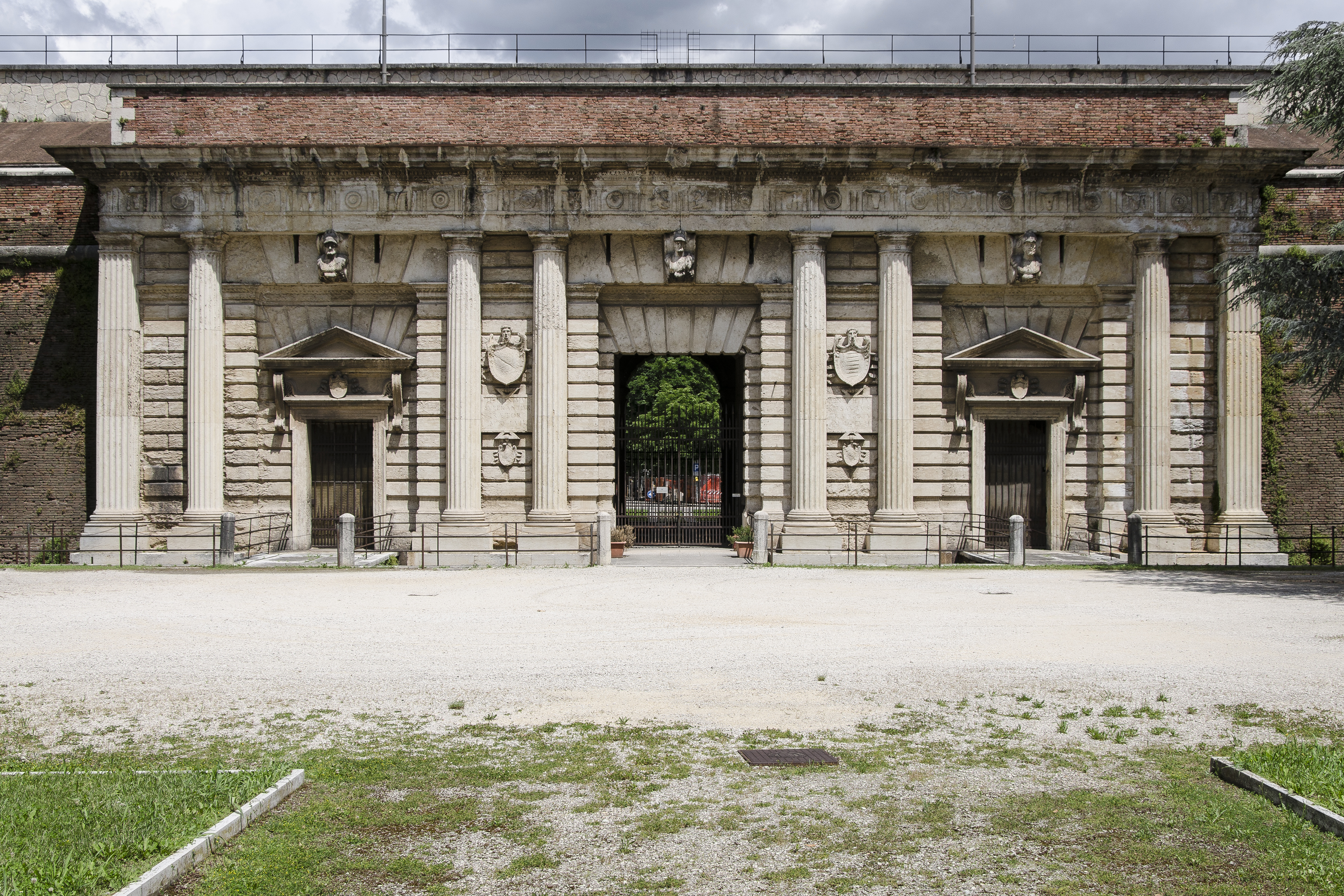
Порта Палио. Фасад с внешней дороги

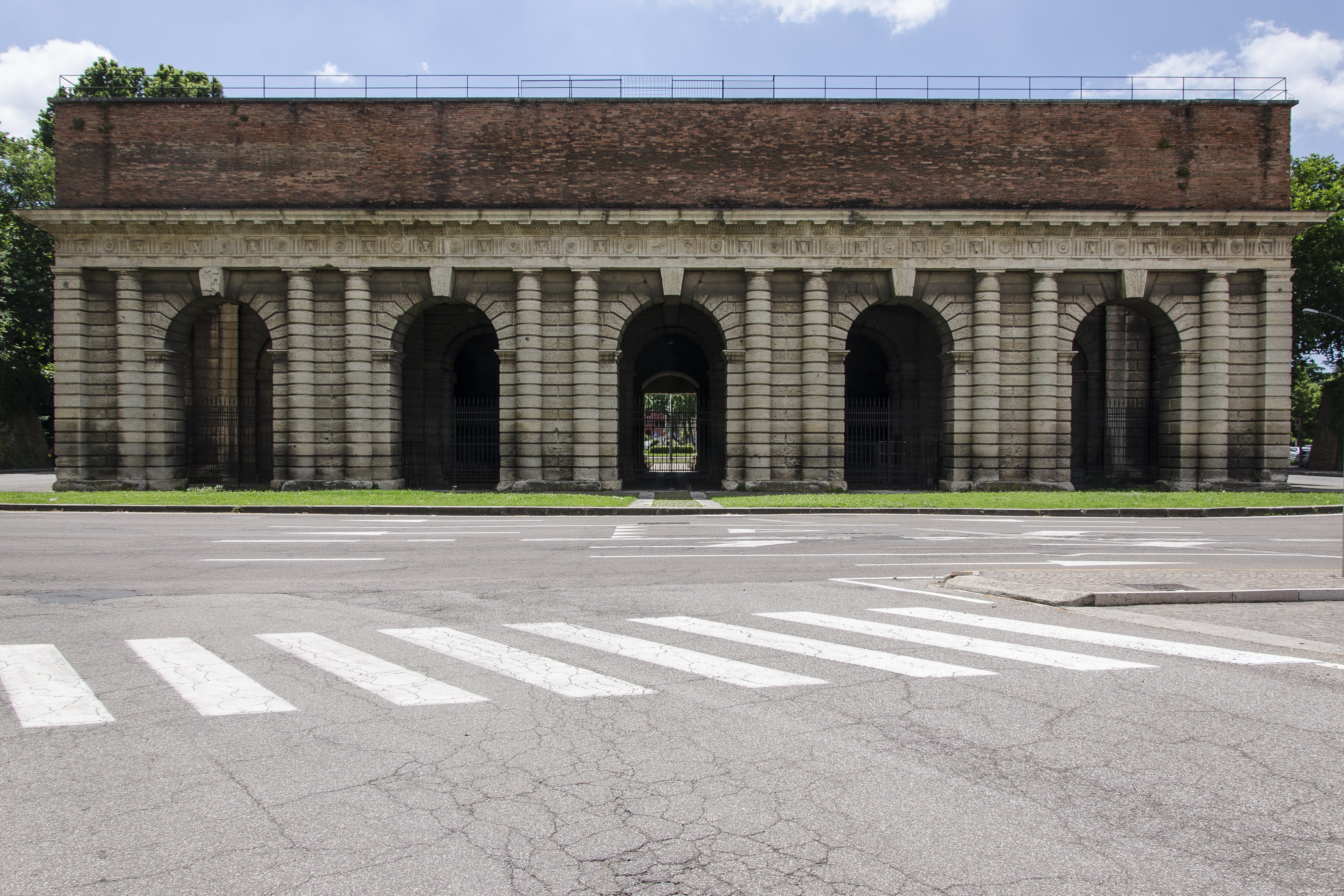
Фасад со стороны города

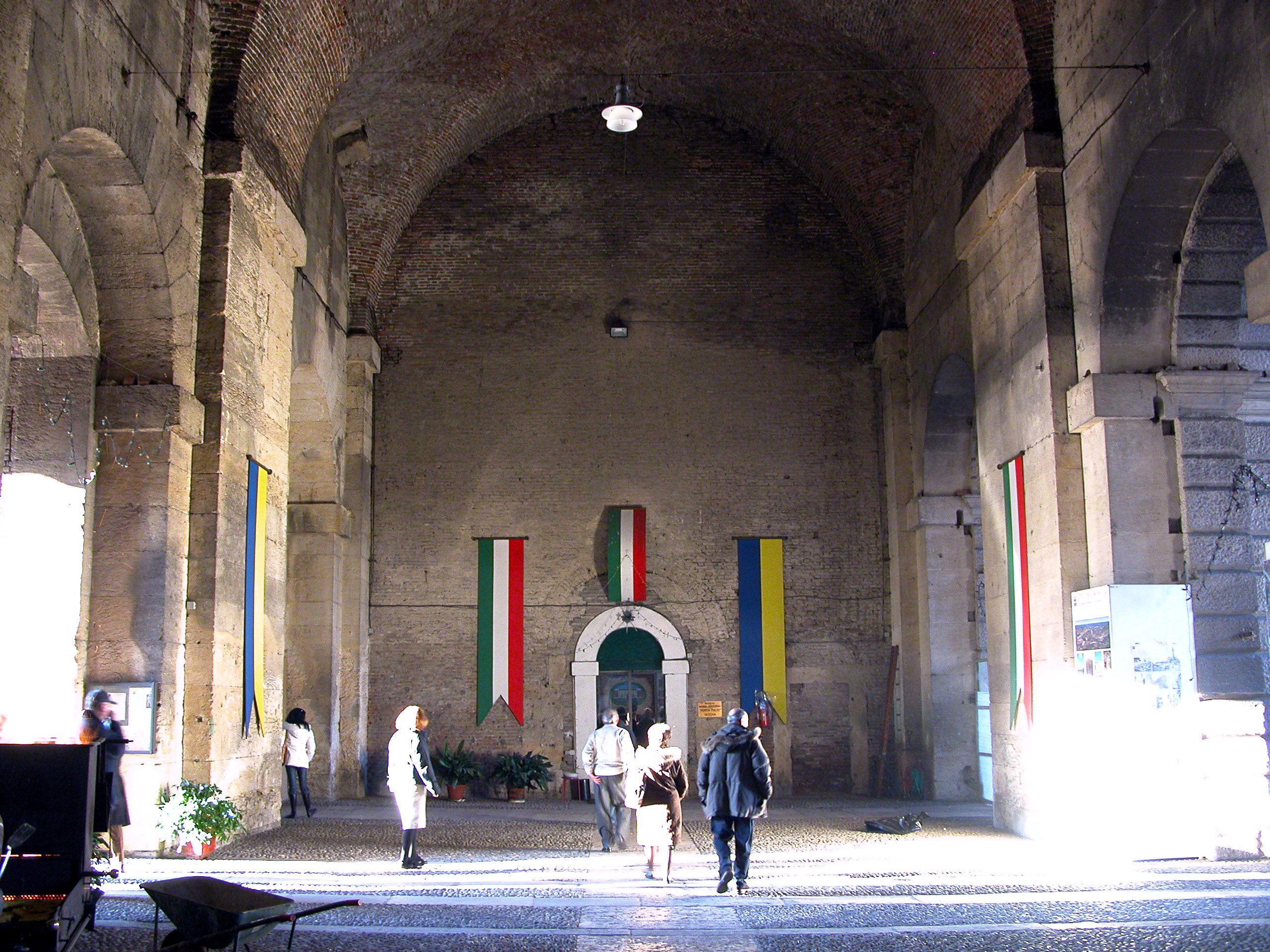
Внутренняя галерея

Ворота являются важным памятником истории и архитектуры города Верона, связанным с ренессансной темой военного триумфа у городских ворот, идеей «Укреплять и украшать» (лат. Мunire et ornare). Решение построить в этом месте новые укреплённые ворота было принято в 1530-х годах герцогом Франческо Мария I делла Ровере, так как его беспокоило положение слабых средневековых ворот, расположенных на важном направлении вдоль античной дороги Виа Постумия, ведущей к центру города.
В октябре 1530 года ответственным за укрепления Вероны (inzener sopra le Fabriche) был назначен веронский инженер-фортификатор и архитектор Микеле Санмикели. Его проект включал создание трёх городских ворот: первыми были Порта-Нуова (1532), за которыми последовали Порта Сан-Дзено (1541) и Порта Палио. Однако проект Порта Палио был отложен и возобновлён только в 1550 году, официальное открытие всё ещё незавершённой постройки состоялось в 1561 году.

## Архитектура
Особенностью Порта Палио являются различные фасады: фасад с внешней дороги имеет один арочный проём (и две боковые двери) и облицован рустом, а фасад со стороны города, облицован веронским туфом, имеет сдвоенные рустованные полуколонны дорического ордера и пять арочных проёмов, которые образуют в толще ворот внутреннюю галерею перекрытую крестовыми сводами. Санмикели планировал построить и второй этаж (для размещения оборонительной артиллерии), но это не было осуществлено. Ранее ворота были оборудованы деревянными разводными мостами, пересекавшими крепостной ров.
Суровый стиль внешнего фасада объясняют теорией архитектора Себастьяно Серлио: крепостные ворота призваны обозначать границу между городом и сельской местностью (suburbana), поэтому изнутри постройка должна казаться произведением природы, а со стороны сельской местности — делом рук человека. Для тех, кто прибывает в город, монументальные ворота также являются началом пути, который через длинную прямую ось соединяет их с веронскими древностями: Аркой Гави, воротами Борсари и, наконец, с площадью Пьяцца делле Эрбе, где когда-то был римский форум. Однако эта же перспектива ведёт к постройкам эпохи Возрождения, работой Санмикели: Палаццо Каносса и Палаццо Бевилаква.